# Philip Mangano
Filippo Mangano, detto Philip o Phil (Palermo, 13 aprile 1898 – New York, 19 aprile 1951), è stato un mafioso italiano, potente "uomo d'onore" della Famiglia Mangano di New York, guidata da suo fratello Vincent Mangano.
Philip Mangano è stato il Consigliere della cosca e braccio destro di suo fratello dal 1931 fino al 1951.

## Biografia
Filippo Mangano nasce a Palermo nel 1898, da una potente dinastia di mafiosi della città. Infatti suo padre ed i suoi zii erano degli importanti e temuti "uomini d'onore". Divenuto anche lui un temuto mafioso emigra illegalmente a New York nel 1924, dove raggiunge i suoi genitori ed i suoi fratelli, stabilitisi tutti a Brooklyn, tra cui Vincent divenuto nel frattempo un potentissimo mafioso della Famiglia D'Aquila.
Sotto la guida del fratello Vincent e di suo padre, Philip si occupa di gioco d'azzardo, di contrabbando di alcol, e diventa un importante dirigente dell'ILA, l'associazione degli scaricatori di porto sui moli di Brooklyn, controllati da suo cugino Emil Camarda, importante "soldato" della cosca. Nel 1931, con la fine della guerra castellammarese, suo fratello Vincent viene nominato Boss della Famiglia, e nomina suo fratello Consigliere, ovvero in ordine gerarchico il terzo uomo più importante dell'intera cosca. Philip, oltre a controllare il porto di Brooklyn, era anche il principale interlocutore della Famiglia Mangano per quanto riguardava i rapporti con la politica.
Alla fine degli anni quaranta i rapporti tra i fratelli Mangano ed il potente Albert Anastasia iniziano a deteriorarsi irrimediabilmente. Così, senza chiedere il permesso alla Commissione, Anastasia ordina gli omicidi dei fratelli Mangano. Il 19 aprile del 1951, il cinquantatreenne Philip Mangano viene assassinato all'interno della sua automobile, nel quartiere di Sheepshead Bay a Brooklyn. Lo stesso giorno suo fratello Vincenzo scompare e di lui non si seppe più nulla.

## Mafiosi associati
Philip Mangano aveva rapporti di affari e alleanza con i seguenti mafiosi:
- New York
  - Vincent Mangano, suo fratello
  - Emil Camarda, suo cugino
  - Frank Scalice
  - Giuseppe Traina
  - Albert Anastasia
  - Joseph Biondo
  - Carlo Gambino
  - Steven Armone
  - Joseph Bonanno
  - Joseph Riccobono
  - Joe Profaci
  - Charles Dongarro
- Boston
  - Philip Buccola
- Buffalo
  - Stefano Magaddino
- Tampa
  - Alfonso Diecidue

## Fonti
- www.americanmafia.com
- www.onewal.com
- Mafia, The Secret File on Organized Crime
- www.lacndb.com